# 조 벤투라
조 벤투라(Zoe Ventoura, 1981년 1월 19일 ~ )는 오스트레일리아의 배우, 모델, 영화배우이다.
퍼스에서 태어났다.

## 방송
- 팩트 투 더 래프터즈 시즌3
- 팩트 투 더 래프터즈 시즌2
- 팩트 투 더 래프터즈 시즌1

## 영화
- 캐리비안의 해적: 죽은 자는 말이 없다 (2017년) - 시장의 아내 역
- 행성탈출: 반란의 서막 (2016년)
- 드라이브 하드 (2014년)
- 씨 노 이블 (2006년)